# 戴尔XPS
戴尔XPS（Dell XPS，全稱為Xtreme Performance System）是戴尔公司推出的台式機和筆記本电脑系列品牌。

## 历史
XPS(Xtreme Performance System)的名字可以追溯到1990年，当时戴尔更注重企业业务而非消费者業務。1993年初，有一次员工会议，眾人讨论如何开拓消费者这个新兴市场。此时，戴尔的年收入还不到5亿美元，迈克尔·戴尔参与公司大部分决策。在这次会议上，大家决定推出一条新的消費者業務产品线。1993年9月，XPS系列推出其最早的兩台機型。第一代的XPS系列有台式机和塔式机。
2005年，戴尔将其家用台式机分为戴尔Dimension和XPS两个系列。消费类笔记本電腦也被分成了Inspiron和XPS两个系列。